# Lappeenrannan NMKY
Il Lappeenrannan NMKY, abbreviato in LrNMKY, è una società cestistica avente sede a Lappeenranta, in Finlandia. Fondata nel 1951, gioca nel campionato finlandese.
Disputa le partite interne nella Lappeenrannan urheilutalo.

## Palmarès
- Campionato finlandese: 2

2004-05, 2005-06
- Coppa di Finlandia: 4

2005, 2006, 2007, 2008